# Aethopyga ignicauda
El suimanga colafuego (Aethopyga ignicauda) es una especie de ave paseriforme de la familia Nectariniidae propoa del Himalaya y el norte del sudesteasiático.
Puede ser encontrado en los siguientes países: Bangladés, Bután, China, India, Birmania, Nepal, y Tailandia.
Su hábitat natural son los bosques húmedos de montaña, tropical o subtropical.